# Саралжын (Бокейординский район)
Саралжы́н (каз. Саралжың) — село в Бокейординском районе Западно-Казахстанской области Казахстана. Административный центр Саралжинского сельского округа. Код КАТО — 275447100.

## Население
В 1999 году население села составляло 1623 человека (824 мужчины и 799 женщин). По данным переписи 2009 года, в селе проживало 1320 человек (668 мужчин и 652 женщины).